# Vitalij But
Vitalij Vladimirovič But (in russo Виталий Владимирович Бут?, traslitterazione anglosassone: Vitali Vladimirovich But; Novorossijsk, 16 novembre 1972) è un calciatore sovietico, dal 1992 russo, di ruolo centrocampista.
È il fratello di Vladimir But.

## Carriera

### Club
Ha giocato con Černomorec Novorossijsk, Dinamo Mosca, Lokomotiv Mosca e Arsenal Tula. È l'attuale direttore generale del Černomorec Novorossijsk.